# Cnemaspis aaronbaueri
Cnemaspis aaronbaueri — вид ящірок з родини геконових (Gekkonidae). Описаний у 2019 році.

## Етимологія
Вид названий на честь американського герпетолога доктора Аарона Баєра, професора Університету Вілланова.

## Поширення
Ендемік Індії. Виявлений у штаті Керала на південному заході країни.